# La Truffe des Héros
 (octobre 2024).
Pour plus de détails, voir Fiche technique et Distribution.
La Truffe des Héros (The Grey Hounded Hare) est un court métrage d'animation de la série américaine Looney Tunes, réalisé par Robert McKimson et sorti le 6 août 1949, qui met en scène Bugs Bunny.